# Кльонувек
Кльонувек (пол. Klonówek) — село в Польщі, у гміні Варта Серадзького повіту Лодзинського воєводства.
Населення — 95 осіб (2011).
У 1975-1998 роках село належало до Серадзького воєводства.

## Демографія
Демографічна структура станом на 31 березня 2011 року:
|          | Загалом | Допрацездатний вік | Працездатний вік | Постпрацездатний вік |
| -------- | ------- | ------------------ | ---------------- | -------------------- |
| Чоловіки | 45      | 8                  | 25               | 12                   |
| Жінки    | 50      | 5                  | 28               | 17                   |
| Разом    | 95      | 13                 | 53               | 29                   |